# Kommando Einsatzverbände Luftwaffe
Das Kommando Einsatzverbände Luftwaffe (KdoEinsVbdeLw) war eine nachgeordnete Kommandobehörde der deutschen Luftwaffe und dem Kommando Luftwaffe unterstellt. Seine Hauptaufgaben war die Bereitstellung und Führung der Einsatzkräfte der Luftwaffe. Mit der Aufstellung des Luftwaffentruppenkommandos zum 1. Juli 2015 wurde das Kommando Einsatzverbände Luftwaffe, ebenso wie das Kommando Unterstützungsverbände Luftwaffe, aufgelöst.

## Auftrag
Das Kommando hatte den Auftrag die fachliche und truppendienstliche Führung der unterstellten Verbände und Dienststellen und die Gewährleistung von deren Einsatzbereitschaft sicherzustellen. Das Kommando führte damit die Einsatzverbände der Luftwaffe.

## Geschichte
Im Rahmen der Neustrukturierung der Bundeswehr wurde das Kommando mit Wirkung zum 1. Juli 2013 aufgestellt. Die Kernbestandteile des Kommandos gingen aus dem schon am Standort stationierten und zum 30. Juni 2013 aufgelösten Luftwaffenführungskommando hervor.

## Unterstellte Einheiten
Dem Kommando waren fachlich und truppendienstlich unterstellt:
- Fähigkeitsbereich Luft[5]
  -  Taktisches Luftwaffengeschwader 31 „Boelcke“ (TaktLwG 31) in Nörvenich  (Fliegerhorst Nörvenich)
    -  Taktische Luftwaffengruppe „Richthofen“ des Taktischen Luftwaffengeschwaders 31  (TaktLwG 31) in Wittmund  (Fliegerhorst Wittmundhafen)

  -  Taktisches Luftwaffengeschwader 33 (TaktLwG 33) in Büchel  (Fliegerhorst Büchel)
  -  Taktisches Luftwaffengeschwader 51 „Immelmann“ (TaktLwG 51) „Immelmann“ in Jagel  (Fliegerhorst Schleswig)
  -  Taktisches Luftwaffengeschwader 73 „Steinhoff“ (TaktLwG 73) „Steinhoff“ in Laage  (Fliegerhorst Laage)
  -  Taktisches Luftwaffengeschwader 74 (TaktLwG 74) in Neuburg an der Donau  (Fliegerhorst Neuburg)
  -  Lufttransportgeschwader 61 (LTG 61), in Penzing  (Fliegerhorst Landsberg/Lech)
  -  Lufttransportgeschwader 62 (LTG 62), in Wunstorf  (Fliegerhorst Wunstorf)
  -  Lufttransportgeschwader 63 (LTG 63), in Hohn  (Fliegerhorst Hohn)
  -  Hubschraubergeschwader 64 (HSG 64), in Laupheim (Flugplatz Laupheim) und Schönewalde/Holzdorf  (Fliegerhorst Holzdorf)
  -  Flugbereitschaft des Bundesministeriums der Verteidigung (FlBschft BMVg), Köln-Wahn  und Berlin-Tegel
  -  Fliegerisches Ausbildungszentrum der Luftwaffe (FlgAusbZLw) (Holloman AFB, Alamogordo, New Mexico)
    - Dienstältester Deutscher Offizier/Deutscher Anteil Euro NATO Joint Jet Pilot Training (ENJJPT) (Sheppard AFB, Wichita Falls, Texas),
    - 2. Deutsche Luftwaffenausbildungsstaffel (Pensacola, Florida),
    - 3. Deutsche Luftwaffenausbildungsstaffel (Goodyear, Arizona),

  -  Taktisches Ausbildungskommando der Luftwaffe Italien  (Militärflugplatz Decimomannu, Sardinien),
  -  Zentrum Elektronischer Kampf Fliegende Waffensysteme (Zentr EK FlgWaSys), in Kleinaitingen (Bayern)
- Fähigkeitsbereich Boden
  -  Einsatzführungsbereich 2 (EinsFüBer 2), in Erndtebrück
  -  Einsatzführungsbereich 3 (EinsFüBer 3), in Schönewalde
  -  Flugabwehrraketengeschwader 1 „Schleswig-Holstein“ (FlaRakG 1), in Husum
    -  Flugabwehrraketengruppe 21 (FlaRakGrp 21) in Sanitz
    -  Flugabwehrraketengruppe 24 (FlaRakGrp 24)  in Bad Sülze
    -  Flugabwehrraketengruppe 26 (FlaRakGrp 26)  in Husum
    -  Flugabwehrraketengruppe 61 (FlaRakGrp 61)  in Todendorf/Panker
    -  Ausbildungszentrum FlaRak (AusbZFlaRak) in Husum
    -  Taktisches Aus- und Weiterbildungszentrum Flugabwehrraketen Luftwaffe (TaktAusbWbZ FlaRakLw USA) (Fort Bliss, Texas),

  -  Objektschutzregiment der Luftwaffe (ObjSRgtLw) „Friesland“ in Schortens
  -  Führungsunterstützungsbereich der Luftwaffe (FüUstgBerLw), in Köln-Wahn

## Standort
Das Kommando war, zusammen mit dem Kommando Unterstützungsverbände Luftwaffe, in der Luftwaffenkaserne Wahn in Köln-Wahn stationiert.

## Kommandeure
| Name                             | von          | bis           |
| -------------------------------- | ------------ | ------------- |
| Generalleutnant Martin Schelleis | 1. Juli 2013 | 30. Juni 2015 |